# Збірна Угорщини з баскетболу
Збірна Угорщини з баскетболу (угор. Magyar férfi kosárlabda-válogatott) — національна баскетбольна команда, яка представляє Угорщину на міжнародній баскетбольній арені.

## Історія
Найбільші успіхи збірної пов'язані з 1940-ми — 1960-ми роками минулого століття.
Угорці були постійними учасниками чемпіонату Європи з 1935 по 1957 роки. По одному разу вони завоювали кожен з трьох комплектів нагород бронзу в 1946, срібло в 1953 та золото в 1955.
Також угорці чотири рази брали участь в Олімпійських іграх але вище дев'ятого позиції на цих турнірах не піднімались.

## Досягнення

### Євробаскет
- Золото — 1955
- Срібні медалі — 1953
- Бронзові медалі — 1946

## Статистика виступів

### Євробаскет
| Євробаскет | Євробаскет              | Євробаскет              | Євробаскет              | Євробаскет              |
| Рік        | Позиція                 | І                       | В                       | П                       |
| ---------- | ----------------------- | ----------------------- | ----------------------- | ----------------------- |
| 1935       | 9-е місце               | 3                       | 1                       | 2                       |
| 1937       | Не пройшли кваліфікацію | Не пройшли кваліфікацію | Не пройшли кваліфікацію | Не пройшли кваліфікацію |
| 1939       | 7-е місце               | 7                       | 1                       | 6                       |
| 1946       | Третє місце             | 5                       | 3                       | 2                       |
| 1947       | 7-е місце               | 6                       | 2                       | 4                       |
| 1949       | Не пройшли кваліфікацію | Не пройшли кваліфікацію | Не пройшли кваліфікацію | Не пройшли кваліфікацію |
| 1951       | Не пройшли кваліфікацію | Не пройшли кваліфікацію | Не пройшли кваліфікацію | Не пройшли кваліфікацію |
| 1953       | Друге місце             | 10                      | 6                       | 4                       |
| 1955       | Чемпіон                 | 10                      | 9                       | 1                       |
| 1957       | 4-е місце               | 10                      | 7                       | 3                       |
| 1959       | 4-е місце               | 8                       | 5                       | 3                       |
| 1961       | 6-е місце               | 8                       | 3                       | 5                       |
| 1963       | 4-е місце               | 9                       | 5                       | 4                       |
| 1965       | 15-е місце              | 9                       | 1                       | 8                       |
| 1967       | 13-е місце              | 9                       | 4                       | 5                       |
| 1969       | 8-е місце               | 7                       | 2                       | 5                       |
| 1971–1997  | Не пройшли кваліфікацію | Не пройшли кваліфікацію | Не пройшли кваліфікацію | Не пройшли кваліфікацію |
| 1999       | 13-е місце              | 3                       | 0                       | 3                       |
| 2001–2015  | Не пройшли кваліфікацію | Не пройшли кваліфікацію | Не пройшли кваліфікацію | Не пройшли кваліфікацію |
| 2017       | 16-е місце              | 6                       | 2                       | 4                       |
| 2022       | 23-е місце              | 5                       | 0                       | 5                       |
| Разом      | 16/41                   | 115                     | 51                      | 64                      |

- — країна-господар фінального турніру

### Олімпійські ігри
| Рік       | Позиція                 | І                       | В                       | П                       |
| --------- | ----------------------- | ----------------------- | ----------------------- | ----------------------- |
| 1936      | Не пройшли кваліфікацію | Не пройшли кваліфікацію | Не пройшли кваліфікацію | Не пройшли кваліфікацію |
| 1948      | 16-е місце              | 5                       | 3                       | 2                       |
| 1952      | 9-е місце               | 3                       | 2                       | 4                       |
| 1956      | Не пройшли кваліфікацію | Не пройшли кваліфікацію | Не пройшли кваліфікацію | Не пройшли кваліфікацію |
| 1960      | 9-е місце               | 8                       | 5                       | 3                       |
| 1964      | 13-е місце              | 9                       | 4                       | 5                       |
| 1968–2024 | Не пройшли кваліфікацію | Не пройшли кваліфікацію | Не пройшли кваліфікацію | Не пройшли кваліфікацію |
| Разом     | 4/20                    | 28                      | 14                      | 14                      |

### Чемпіонат світу
| Рік       | Позиція                 | І                       | В                       | П                       |
| --------- | ----------------------- | ----------------------- | ----------------------- | ----------------------- |
| 1950–2023 | Не пройшли кваліфікацію | Не пройшли кваліфікацію | Не пройшли кваліфікацію | Не пройшли кваліфікацію |
| Разом     | 0/19                    | 0                       | 0                       | 0                       |